# Chris Thomas (producent)
Chris Thomas (* 13. ledna 1947, Perivale, Middlesex, Anglie) je britský hudební producent a hudebník. Již v šedesátých letech spolupracoval například se skupinami The Beatles a Climax Blues Band; v pozdějších letech spolupracoval například se skupinami Pink Floyd, Badfinger, Procol Harum, U2, INXS nebo The Pretenders. V roce 1973 produkoval album Paris 1919 velšského hudebníka Johna Calea; s Calem spolupracoval i v pozdějších letech – v roce 1975 hrál na jeho albu Slow Dazzle a později působil v jeho doprovodné skupině jako hráč na klávesové nástroje. Je rovněž dlouholetým producentem nahrávek Eltona Johna.

## Diskografie
- The Beatles (The Beatles, 1968)
- The Climax Chicago Blues Band (Climax Blues Band, 1968)
- Climax Blues Band Plays On (Climax Blues Band, 1969)
- Home (Procol Harum, 1970)
- A Lot of Bottle (Climax Blues Band, 1970)
- Broken Barricades (Procol Harum, 1971)
- Tightly Knit (Climax Blues Band, 1971)
- Mick Abrahams (Mick Abrahams, 1971)
- Procol Harum Live in Concert with the Edmonton Symphony Orchestra (Procol Harum, 1972)
- Paris 1919 (John Cale, 1973)
- Grand Hotel (Procol Harum, 1973)
- For Your Pleasure (Roxy Music, 1973)
- The Dark Side of the Moon (Pink Floyd, 1973)
- Ass (Badfinger, 1973)
- Stranded (Roxy Music, 1973)
- Exotic Birds and Fruit (Procol Harum, 1974)
- Here Come the Warm Jets (Brian Eno, 1974)
- Wish You Were Here (Badfinger, 1974)
- Country Life (Roxy Music, 1974)
- Badfinger (1975)
- Slow Dazzle (John Cale, 1975)
- Siren (Roxy Music, 1975)
- Let's Stick Together (Bryan Ferry, 1976)
- Viva! (Roxy Music, 1976)
- Full House (Frankie Miller, 1977)
- Hurt (Chris Spedding, 1977)
- Never Mind the Bollocks, Here's the Sex Pistols (Sex Pistols, 1977)
- Back to the Egg (Wings, 1979)
- Pretenders (The Pretenders, 1980)
- Empty Glass (Pete Townshend, 1980)
- The Fox (Elton John, 1981)
- Pretenders II (The Pretenders, 1981)
- Jump Up! (Elton John, 1982)
- All the Best Cowboys Have Chinese Eyes (Pete Townshend, 1982)
- Too Low for Zero (Elton John, 1983)
- Hysteria (The Human League, 1984)
- Learning to Crawl (The Pretenders, 1984)
- Breaking Hearts (Elton John, 1984)
- Listen Like Thieves (INXS, 1985)
- White City: A Novel (Pete Townshend, 1985)
- Kick (INXS, 1987)
- Reg Strikes Back (Elton John, 1988)
- Live Nude Guitars (Brian Setzer, 1988)
- Sleeping with the Past (Elton John, 1989)
- X (INXS, 1990)
- The One (Elton John, 1992)
- Last of the Independents (The Pretenders, 1994)
- The Division Bell (Pink Floyd, 1994)
- Different Class (Pulp, 1995)
- The Big Picture (Elton John, 1997)
- This Is Hardcore (Pulp, 1998)
- Run Devil Run (Paul McCartney, 1999)
- How to Dismantle an Atomic Bomb (U2, 2004)
- On an Island (Davig Gilmour, 2006)
- Razorlight (Razorlight, 2006)
- Serotonin (Mystery Jets, 2010)
- Snapshot (The Strypes, 2013)